# ميخائيل إتش ميلر
ميخائيل إتش ميلر (بالإنجليزية: Michael H. Miller)‏ هو ضابط أمريكي، ولد في 4 يونيو 1952.